# Waranka
Los guarangas o warankas constituyen uno de los pueblos étnicos de la nacionalidad indígena kichwa de Ecuador. Habitan principalmente en la zona andina y rural de la céntrica provincia de Bolívar, en la sierra ecuatoriana.

## Historia
Tradicionalmente relacionados y confundidos por mucho tiempo con el pueblo aborigen puruhá, asentada en la vecina provincia de Chimborazo, y con los indígenas tomabelas, asentados entre Bolívar y Tungurahua, el pueblo waranka se habría originado de la tribu preincaica de los Chimbus o Chimbos, destacando la leyenda de Chimbo Cando, conocido como el cacique Guaranga, líder indígena que habría dirigido la resistencia contra la invasión de los incas desde Perú, en el lugar donde actualmente se asienta la ciudad de Guaranda. Se dice también que tras la conquista inca, varias mujeres y hombres habrían sido desplazados en calidad de mitimaes hacia los alrededores del lago Titicaca en Perú. Tras el fin de la colonia española y durante casi dos siglos de vida republicana de Ecuador, al igual que el resto de pueblos originarios de la Sierra ecuatoriana, el actual pueblo waranka, fruto del posible mestizaje indígena entre chimbos, tomabelas, puruháes e incas, adopta el kichwa como símbolo de identidad cultural y autodeterminación.
Sobre el origen del topónimo que da nombre a este pueblo también existe controversia, ya que por un lado, waranka en lengua kichwa significa «mil», en tanto que la palabra guaranga, de supuesto origen panzaleo, lengua originaria extinta hacia el siglo XVIII, el término significaría «pueblo del gavilán» o «fuente de agua del cerro». También se le relaciona con el árbol Prosopis pallida, conocido como algarrobo o guarango.

## Ubicación geográfica
Las 216 comunidades warankas se asientan en la zona rural y andina de la provincia de Bolívar, en seis cantones:
- Cantón Guaranda, en las parroquias de Gabriel Ignacio de Veintilla, Facundo Vela, Guanujo, Salinas, San Simón, Simiatug y San Luis de Pambil.
- Cantón Chillanes, en la parroquia Chillanes.
- Cantón Chimbo, en la parroquia Asunción.
- Cantón Echeandía, en la parroquia Echeandía.
- Cantón San Miguel, en la parroquia San Pablo de Atenas.
- Cantón Caluma, en la parroquia de Caluma.

## Prácticas productivas
La agricultura es la principal actividad de este pueblo, destacando el cultivo de maíz, hortalizas y otros cereales. Se dedican en segunda instancia a la elaboración de artesanías. 
La parroquia de Salinas de Tomabelas destaca además por la producción agroindustrial de lácteos y chocolate, que distribuye a nivel nacional e internacional, en un proceso que ha involucrado activamente a estas comunidades indígenas.